# Conjectura de Ryu-Takayanagi
A conjectura de Ryu-Takayanagi é uma conjectura do campo da holografia que postula uma relação quantitativa entre a entropia de emaranhamento de uma teoria de campo conformal (CFT) e a geometria de um espaço-tempo anti-de Sitter (AdS) associado a ela. A fórmula caracteriza "telas holográficas" a granel; ou seja, ela especifica quais regiões da geometria bruta são "responsáveis por informações específicas na teoria de campo conformal dual". A conjectura leva o nome de Shinsei Ryu e de Tadashi Takayanagi, os quais publicaram o resultado conjuntamente em 2006. Com isso, os autores receberam o Prêmio New Horizons in Physics de 2015 por "ideias fundamentais sobre entropia em teoria quântica de campos e gravidade quântica". A fórmula foi generalizada para uma forma covariante em 2007.

## Motivação
A termodinâmica dos buracos negros sugere certas relações entre a entropia dos buracos negros e a sua geometria. Mais especificamente, a fórmula de área de Bekenstein-Hawking conjectura que a entropia de um buraco negro é proporcional à área superficial do seu horizonte de eventos:
{\displaystyle S_{\text{BH}}={\frac {k_{\text{B}}A}{4\ell _{\text{P}}^{2}}}}
A entropia de Bekenstein-Hawking {\displaystyle S_{\text{BH}}} é uma medida da informação perdida por observadores externos devido à presença do horizonte de eventos. O horizonte do buraco negro funciona como uma "tela" que define uma região do espaço-tempo (o exterior do buraco negro) que não é afetada por outra região (o interior do buraco negro). A lei da área de Bekenstein-Hawking afirma que a área dessa superfície é proporcional à entropia da informação perdida por trás dela.
A entropia de Bekenstein-Hawking é uma declaração sobre a entropia gravitacional de um sistema; no entanto, existe outro tipo de entropia que é importante na teoria da informação quântica: a entropia de emaranhamento (ou entropia von Neumann). Essa forma de entropia fornece uma medida de o quão distante de um estado puro um determinado estado quântico está, ou, equivalentemente, o quão emaranhado ele está. A entropia de emaranhamento é um conceito útil em muitas áreas, como na física da matéria condensada e em sistemas quânticos de muitos corpos. Dado seu uso e sua similaridade sugestiva com a entropia de Bekenstein-Hawking, é relevante ter uma descrição holográfica da entropia de emaranhamento em termos de gravidade.

## Preliminares holográficas
O princípio holográfico afirma que as teorias gravitacionais em uma determinada dimensão são duais para uma teoria de gauge em uma dimensão inferior. A correspondência AdS/CFT é um exemplo dessa dualidade. Nesse caso, a teoria de campo é definida em um panorama fixo e é equivalente a uma teoria gravitacional quântica cujos diferentes estados correspondem a uma possível geometria do espaço-tempo. A teoria de campo conformal é frequentemente vista como estando presente no limite do espaço dimensional superior cuja teoria gravitacional ela define. O resultado dessa dualidade é um dicionário entre as duas descrições equivalentes. Por exemplo, em uma CFT definido num espaço de Minkowski d-dimensional, o estado de vácuo corresponde ao espaço AdS puro, enquanto o estado térmico corresponde a um buraco negro planar. É importante destacar, ainda, que o estado térmico de uma CFT definido na esfera d-dimensional corresponde ao buraco negro de Schwarzschild (d+1)-dimensional no espaço AdS.
A lei da área de Bekenstein-Hawking, embora afirme que a área do horizonte do buraco negro é proporcional à entropia do buraco negro, falha em fornecer uma descrição microscópica autossuficiente de como essa entropia surge. O princípio holográfico fornece tal descrição relacionando o sistema de um buraco negro a um sistema quântico que admite tal descrição microscópica. Nesse caso, a CFT possui autoestados discretos e o estado térmico é o conjunto canônico desses estados. A entropia desse conjunto pode ser calculada por métodos comuns e produz o mesmo resultado previsto pela lei de área, o que consiste num caso especial da conjectura de Ryu-Takayanagi.

## Conjectura
Considere uma fatia espacial {\displaystyle \Sigma } de um espaço-tempo AdS em cujo limite definimos a CFT dual. A fórmula Ryu-Takayanagi consiste em

| {\displaystyle S_{A}={\frac {{\text{Area of }}\gamma _{A}}{4G}}} | \| \| \| \| \| \| \| \| | (1) |
|                                                                  |                         |     |
|                                                                  |                         |     |
em que {\displaystyle S_{A}} é a entropia de emaranhamento da CFT em alguma subregião espacial {\displaystyle A\subset \partial \Sigma } com seu complemento {\displaystyle B} e {\displaystyle \gamma _{A}} é a superfície Ryu-Takayanagi no volume total. Essa superfície deve satisfazer três propriedades:
1. {\displaystyle \gamma _{A}} tem o mesmo limite que {\displaystyle A}.
2. {\displaystyle \gamma _{A}} é homóloga a {\displaystyle A}.
3. {\displaystyle \gamma _{A}} extremiza a área. Se houver múltiplas superfícies extremas, {\displaystyle \gamma _{A}} é a que tem a menor área.

Por causa da propriedade (3), essa superfície é normalmente chamada de superfície mínima quando o contexto é evidente. Além disso, a propriedade (1) garante que a fórmula preserve certas características da entropia de emaranhamento, como {\displaystyle S_{A}=S_{B}} e {\displaystyle S_{A_{1}+A_{2}}\geq S_{A_{1}\cup A_{2}}} . A conjectura fornece uma interpretação geométrica explícita da entropia de emaranhamento da CFT limite como a área de uma superfície no volume total.

## Exemplo
Em seu artigo original, Ryu e Takayanagi mostram esse resultado explicitamente para um exemplo em {\displaystyle {\text{AdS}}_{3}/{\text{CFT}}_{2}} no qual uma expressão para a entropia de emaranhamento já é conhecida. Para um espaço {\displaystyle {\text{AdS}}_{3}} de raio {\displaystyle R}, a CFT dual tem uma carga central dada por

| {\displaystyle c={\frac {3R}{2G}}} | \| \| \| \| \| \| \| \| | (2) |
|                                    |                         |     |
|                                    |                         |     |
Além disso, {\displaystyle {\text{AdS}}_{3}} obedece à seguinte métrica:
{\displaystyle ds^{2}=R^{2}(-\cosh {\rho ^{2}dt^{2}}+d\rho ^{2}+\sinh {\rho ^{2}d\theta ^{2}})}
em {\displaystyle (t,\rho ,\theta )} (essencialmente, uma pilha de discos hiperbólicos). Como essa métrica diverge em {\displaystyle \rho \to \infty }, {\displaystyle \rho } é restrito a {\displaystyle \rho \leq \rho _{0}}. Tal imposição de um {\displaystyle \rho } máximo é análoga à correspondente limitação de UV na CFT. Sendo {\displaystyle L} o comprimento do sistema CFT (nesse caso, a circunferência do cilindro calculada com a métrica apropriada) e {\displaystyle a} o espaçamento da rede, tem-se
{\displaystyle e^{\rho _{0}}\sim L/a}

Neste caso, a CFT limite reside nas coordenadas {\displaystyle (t,\rho _{0},\theta )=(t,\theta )} . Considere um corte {\displaystyle t} fixo e tome por {\displaystyle \theta \in [0,2\pi l/L]} a subregião {\displaystyle A} do limite, sendo {\displaystyle l} o comprimento de {\displaystyle A}. Nesse caso, a superfície mínima é facilmente identificada, pois é apenas a geodésica através do volume total a qual conecta {\displaystyle \theta =0} e {\displaystyle \theta =2\pi l/L}. Lembrando o corte da rede, o comprimento da geodésica pode ser calculado por

| {\displaystyle \cosh {(L_{\gamma _{A}}/R)}=1+2\sinh ^{2}\rho _{0}\sin ^{2}{\frac {\pi l}{L}}} | \| \| \| \| \| \| \| \| | (3) |
|                                                                                               |                         |     |
|                                                                                               |                         |     |
Assumindo {\displaystyle e^{\rho _{0}}>>1}, pode-se usar a fórmula de Ryu–Takayanagi para calcular a entropia de emaranhamento. Subsituindo-se o comprimento da superfície mínima calculada em (3) e a carga central (2), a entropia de emaranhamento é dada por

| {\displaystyle S_{A}={\frac {R}{4G}}\log {(e^{2\rho _{0}}\sin ^{2}{\frac {\pi l}{L}})}={\frac {c}{3}}\log {(e^{\rho _{0}}\sin {\frac {\pi l}{L}})}} | \| \| \| \| \| \| \| \| | (4) |
| |                         |     |
| |                         |     |
Isso corrobora o resultado calculado por meios usuais.